# سياسة الأوروغواي
تلتزم السياسة في الأوروغواي بنظام جمهوري رئاسي ديمقراطي تمثيلي، يكون الرئيس بمقتضاه رأس الدولة ورئيس الحكومة، بوجود نظام متعدد الأحزاب. يضطلع الرئيس بالسلطتين التنفيذية والقضائية ويناط إليه أدوارٌ في مجلسَيّ الجمعية العامة في الأوروغواي. السلطة القضائية مستقلة عن السلطتين التنفيذية والتشريعية.

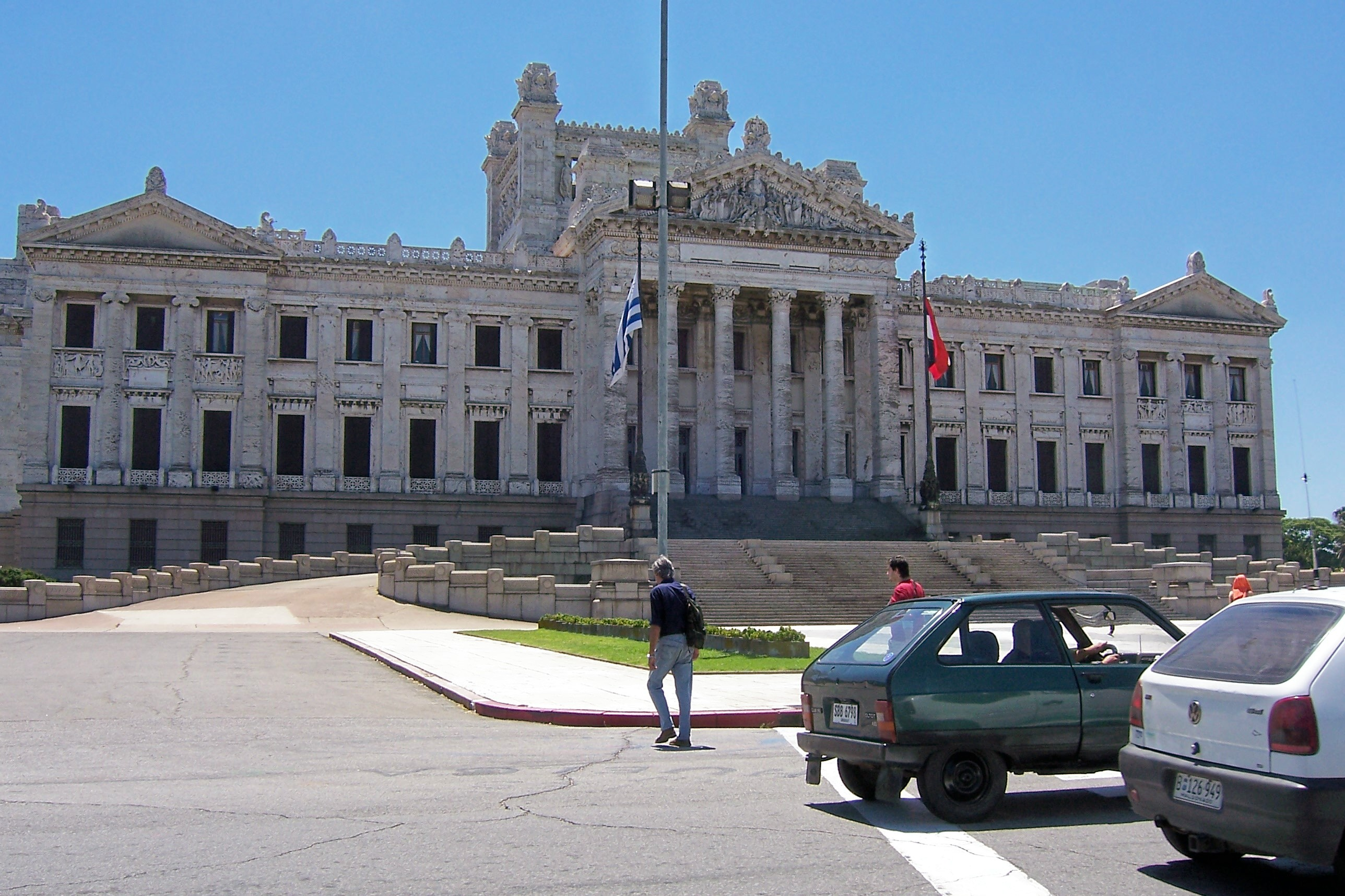

يتصارع حزب كولورادو والحزب الوطني على السلطة، مع ميل كفة الهيمنة لصالح حزب كولورادو في معظم تاريخ الأوروغواي. رغم ذلك، فإن انتخابات العام 2004 قد جلبت الجبهة العريضة إلى السلطة عبر الأغلبية في مجلسيّ البرلمان، وهي تحالف يضمّ الاشتراكيين، وأعضاء سابقين في حركة توباموراس، والشيوعيين، والاشتراكيين الديمقراطيين، والمسيحيين الديمقراطيين وغيرهم. فاز تاباريه فاسكيز بمنصب الرئيس بأغلبية الأصوات في الانتخابات العامة.
في العام 2009، فازت الجبهة العريضة مرة أخرى في الانتخابات بعد حصدها أغلبية الأصوات. عُقدت جولة ثانية من الانتخابات الرئاسية بسبب مرشح الجبهة، خوزيه موخيكا، الذي لم يحصل سوى على نسبة 47.96% من الأصوات. هزَم مرشح الجبهة العريضة بكلّ يُسر لويز ألبيرتو لاكاليي بو مرشحَ الحزب الوطني في الجولة الثانية من الانتخابات. إضافة إلى فوز الجبهة العريضة بمنصب الرئاسة، فقد حققت أغلبية بسيطة في مجلس الشيوخ والكونغرس.

## نبذة تاريخية
وفقًا لبنود دستور العام 1830، حتى العام 1919، وابتداءً من العام 1934 حتى 1952، كان نظام الدولة في الأوروغواي جمهوريًا بوجود سلطة تنفيذية متنفّذة، ويشبه نظام الولايات المتحدة (ولكنه مركزي وليس فيدراليًا). اتسم النظام كذلك بالمنافسة بين حزبين تقليديين، هما حزب كولورادو، الليبرالي، والحزب الوطني، المحافظ. من ناحية تاريخية، مثّل البِيض مصالح طبقة الملّاكين الريفيين، والكنيسة والنظام العسكري، في حين لقي حزب كولورادو (الحُمر) الدعم من أصحاب الممتلكات الحضرية المنقولة والمفكرين الإصلاحيين.
في القرن التاسع عشر، لم تختلف دولة الأوروغواي بخصائصها عن مثيلاتها في أمريكا اللاتينية:
حُكم الفرد (كوديلو)، والحروب الأهلية، والاضطرابات الدائمة (اندلاع 40 تمردًا بين الأعوام 1830 و1903)، والسيطرة الأجنبية الرأسمالية على القطاعات الأساسية في الاقتصاد، ونسبة الأمية المرتفعة (أكثر من نصف عدد السكان في العام 1900)، ووجود طبقة أقلية من ملّاك الأراضي، وغير ذلك. ومع هذا، أصبحت مونتفيدو ملاذًا آمنًا للمنفيين الأرجنتينيين الهاربين من طغيان خوان مانويل دي روساس، وحافظت على مكانتها باعتبارها موئلًا يحتضن أفكار المعارضة الاجتماعية والسياسية «المتقدمة». في العام 1842، خصصت صحيفة لي ميساغر عددًا لإحياء ذكرى شارل فورييه. خلال الحرب الكبرى (1843 – 1852)، قاتل عناصر غاريبالدي من ذوي القمصان الحمراء في مونتفيدو بمواجهة قوات روساس الغازية. في العام 1875، أسس العمال أممية شيوعية.
في بداية القرن العشرين، سبقت الأوروغواي غيرها من الدول في القارة في الناحيتين السياسية والاجتماعية. كان الليبرالي خوزيه باتل أوردونيز (على رأس السلطة بين عامي 1903 و1907، ثم من 1911 حتى 1915) هو العقل المدبّر لذلك التحول؛ أُعلي من شأن حرية التعبير، وحرية الصحافة، وحق التصويت. عُمِد إلى تبنّي نظام التمثيل النسبي في الانتخابات ليُصار إلى تمثيل الأقليات. كما نودي بإلغاء عقوبة الإعدام، ومحاربة الفساد الإداري، وتطبيق العلمانية، ومنح المرأة حق التصويت.
على المستوى الاقتصادي، صرّح أوردونيز قائلًا: «ينبغي عدم السماح للصناعة بتقويض الإنسان، بل يتوجب على الدولة تنظيم الصناعة من أجل تيسير حياة الجماهير». وهكذا توجب عليها انتهاج سياسة اقتصادية ذات طبيعة توجيهيّة، وتأميم العديد من قطاعات الاقتصاد (مثل السكك الحديدية، وشركات الهاتف، والكهرباء، وغيرها). كما تتخذ سياسات «الباتلية» (نسبةً إلى باتل أوردونيز) شكل إجراءات اجتماعية، مثل: إضفاء الصفة المؤسسية على التعليم الابتدائي وجعله مجانيًا وإلزاميًا، ودعم النقابات العمالية، والاعتراف بالحق في تنفيذ الإضراب، والحصول على إجازة الأمومة، وتحديد العمل اليومي بمدة ثماني ساعات، وغير ذلك. جعل هذا التشريع، الذي كان سابقًا لعصره في ذلك الوقت، جعل من الأوروغواي دولة ديمقراطية اجتماعية تقدمية.